# Lijst van voetbalinterlands Israël - Moldavië
Deze lijst van voetbalinterlands is een overzicht van alle officiële voetbalwedstrijden tussen de nationale teams van Israël en Moldavië. De landen speelden tot op heden acht keer tegen elkaar. De eerste ontmoeting, een vriendschappelijke wedstrijd, werd gespeeld in Herzliya op 14 februari 2001. Het laatste duel, een kwalificatiewedstrijd voor het Wereldkampioenschap voetbal 2022, vond plaats op 12 oktober 2021 in Beër Sjeva.

## Wedstrijden
| №  | Plaats     | Datum             | Competitie           | Wedstrijd         | Uitslag |
| -- | ---------- | ----------------- | -------------------- | ----------------- | ------- |
| 1  | Herzliya   | 14 februari 2001  | Vriendschappelijk    | Israël – Moldavië | 1 – 0   |
| 2  | Ramat Gan  | 5 maart 2003      | Vriendschappelijk    | Israël – Moldavië | 0 – 0   |
| 3  | Ramat Gan  | 28 april 2004     | Vriendschappelijk    | Israël – Moldavië | 1 – 1   |
| 4  | Chisinau   | 10 september 2008 | WK 2010 kwalificatie | Moldavië – Israël | 1 – 2   |
| 5  | Ramat Gan  | 10 oktober 2009   | WK 2010 kwalificatie | Israël – Moldavië | 3 – 1   |
| 6  | Netanja    | 6 juni 2017       | Vriendschappelijk    | Israël – Moldavië | 1 – 1   |
| 7  | Chisinau   | 31 maart 2021     | WK 2022 kwalificatie | Moldavië − Israël | 1 − 4   |
| 8  | Beër Sjeva | 12 oktober 2021   | WK 2022 kwalificatie | Israël − Moldavië | 2 − 1   |
| 9  | Chisinau   | 5 september 2025  | WK 2026 kwalificatie | Moldavië − Israël |         |
| 10 |            | 16 november 2025  | WK 2026 kwalificatie | Israël − Moldavië |         |

## Samenvatting
| Competitie        | Totaal gespeeld | Winst Israël | Gelijk | Winst Moldavië | Doelsaldo Israël – Moldavië |
| ----------------- | --------------- | ------------ | ------ | -------------- | --------------------------- |
| WK-kwalificatie   | 4               | 4            | 0      | 0              | 11 − 4                      |
| Vriendschappelijk | 4               | 1            | 3      | 0              | 3 − 2                       |
| Totaal            | 8               | 5            | 3      | 0              | 14 − 6                      |

## Details

### Eerste ontmoeting
| Vriendschappelijk (Herzliya, Israël, 14 februari 2001): |       |          |
| Israël                                                  | 1 – 0 | Moldavië |
| Adoram Keisy 35'                                        | goals |          |

### Tweede ontmoeting
| Vriendschappelijk (Ramat Gan, Israël, 5 maart 2003): |       |          |
| Israël                                               | 0 – 0 | Moldavië |
|                                                      | goals |          |

### Zesde ontmoeting
| Vriendschappelijk (Netanja, Israël, 6 juni 2017):                                                                    |       |                  |
| Israël | 1 – 1 | Moldavië         |
| Ben Sahar 90+5' (pen.)                                                                                               | goals | 51' Radu Gînsari |
| - Debuut van Idan Vered (Beitar Jerusalem) voor Israël. - Debuut van Gheorghe Anton (Zimbru Chişinău) voor Moldavië. |       |                  |

IFA · A-internationals · Bondscoaches · Statistieken · Israëlisch vrouwenelftal · Olympisch elftal · Israël U21 · Israël U20 · Israël U19 · Israël U18 · Israël U17 · Israël U16
1934 – 1939 · 
1940 – 1949 · 
1950 – 1959 · 
1960 – 1969 · 
1970 – 1979 · 
1980 – 1989 · 
1990 – 1999 · 
2000 – 2009 · 
2010 – 2019 ·
2020 − 2029
WK 1970
1934 · 
1935–1937 · 
1938 · 
1939 · 
1948 · 
1941–1947 · 
1948 · 
1949 · 
1950 · 
1951–1952 · 
1953 · 
1954 · 
1955 · 
1956 · 
1957 · 
1958 · 
1959 · 
1960 · 
1961 · 
1962 · 
1963 · 
1964 · 
1965 · 
1966 · 
1967 · 
1968 · 
1969 · 
1970 · 
1971 · 
1972 · 
1973 · 
1974 · 
1975 · 
1976 · 
1977 · 
1978 · 
1979 · 
1980 · 
1981 · 
1982 · 
1983 · 
1984 · 
1985 · 
1986 · 
1987 · 
1988 · 
1989 · 
1990 · 
1991 · 
1992 · 
1993 · 
1994 · 
1995 · 
1996 · 
1997 · 
1998 · 
1999 · 
2000 · 
2001 · 
2002 · 
2003 · 
2004 · 
2005 · 
2006 · 
2007 · 
2008 · 
2009 · 
2010 · 
2011 · 
2012 · 
2013 · 
2014 · 
2015 ·
2016 ·
2017 ·
2018 ·
2019 ·
2020 ·
2021 ·
2022 ·
2023
Albanië · 
Andorra ·
Argentinië ·
Armenië ·
Australië ·
Azerbeidzjan ·
België ·
Bosnië en Herzegovina ·
Brazilië ·
Bulgarije ·
Chili ·
Colombia ·
Cyprus ·
Denemarken ·
Duitsland ·
Engeland ·
Estland ·
Ethiopië ·
Faeröer ·
Filipijnen ·
Finland ·
Frankrijk ·
Georgië ·
GOS ·
Griekenland ·
Guatemala ·
Honduras ·
Hongarije ·
Hongkong ·
Ierland ·
IJsland ·
India ·
Iran ·
Italië ·
Ivoorkust ·
Japan ·
Joegoslavië ·
Kosovo ·
Kroatië ·
Letland ·
Liechtenstein ·
Litouwen ·
Luxemburg ·
Maleisië ·
Malta ·
Mexico ·
Moldavië ·
Montenegro ·
Myanmar ·
Nederland ·
Nieuw-Zeeland ·
Noord-Ierland ·
Noord-Macedonië ·
Noorwegen ·
Oekraïne ·
Oezbekistan ·
Oostenrijk ·
Pakistan ·
Polen ·
Portugal ·
Roemenië ·
Rusland ·
San Marino ·
Schotland ·
Servië ·
Singapore ·
Slovenië ·
Slowakije ·
Sovjet-Unie ·
Spanje ·
Taiwan ·
Thailand ·
Tsjechië ·
Turkije ·
Uruguay ·
Verenigde Staten ·
Wales ·
Wit-Rusland ·
Zambia ·
Zuid-Afrika ·
Zuid-Korea ·
Zuid-Vietnam ·
Zweden ·
Zwitserland
FMF · A-internationals · Bondscoaches · Moldavisch vrouwenelftal · Moldavië U21 · Moldavië U20 · Moldavië U19 · Moldavië U18 · Moldavië U17 · Moldavië U16
1990 – 1999 ·
2000 – 2009 ·
2010 – 2019 ·
2020 − 2029
1991 · 1992 · 1993 · 1994 · 1995 · 1996 · 1997 · 1998 · 1999 · 2000 · 2001 · 2002 · 2003 · 2004 · 2005 · 2006 · 2007 · 2008 · 2009 · 2010 · 2011 · 2012 · 2013 · 2014 · 2015 · 2016 · 2017 · 2018 · 2019 · 2020 · 2021 · 2022 · 2023 · 2024
Albanië ·
Andorra ·
Armenië ·
Azerbeidzjan ·
Bosnië en Herzegovina ·
Bulgarije ·
Canada ·
Cyprus ·
Denemarken · 
Duitsland ·
El Salvador · 
Engeland ·
Estland ·
Faeröer ·
Finland ·
Frankrijk ·
Georgië ·
Gibraltar ·
Griekenland ·
Hongarije ·
Ierland ·
IJsland ·
Indonesië ·
Israël ·
Italië ·
Ivoorkust ·
Jordanië ·
Kaaimaneilanden ·
Kameroen ·
Kazachstan ·
Kirgizië ·
Kosovo ·
Kroatië ·
Letland ·
Liechtenstein ·
Litouwen ·
Luxemburg ·
Malta ·
Montenegro ·
Nederland ·
Noord-Ierland ·
Noord-Macedonië ·
Noorwegen ·
Oeganda ·
Oekraïne ·
Oostenrijk ·
Polen ·
Portugal ·
Qatar ·
Roemenië ·
Rusland ·
San Marino ·
Saoedi-Arabië ·
Schotland ·
Servië ·
Slovenië ·
Slowakije ·
Tsjechië ·
Turkije ·
Venezuela ·
Verenigde Arabische Emiraten ·
Verenigde Staten ·
Wales ·
Wit-Rusland ·
Zuid-Korea ·
Zweden ·
Zwitserland